# 佩内洛普·菲兹杰拉德
佩内洛普·菲兹杰拉德 (1916年12月17日—2000年4月28日) 是一位英国小说家、诗人，作家和传记作者。

## 生平
1979年获得布克奖，2008年《泰晤士报》称她为"自1945年以来的50个最伟大的英国作家"之一。 2012年， 观察家报称她最后的小说《蓝色花》为“10本最好的历史小说”之一。